# Wolfshütte
Wolfshütte war ein Ortsteil von Overath im Rheinisch-Bergischen Kreis in Nordrhein-Westfalen, Deutschland.

## Lage und Beschreibung
Der kleine Wohnplatz Wolfshütte lag in der Nähe von Kreutzhäuschen. Spuren von ihm sind nur noch in einigen alten Chroniken und Landkarten zu finden.

## Geschichte
Wolfshütte fand unter dem Namen volfsgruven in einer im 13. Jahrhundert entstandenen Zinsliste als Gutshof der Honschaft Balken Erwähnung, der einen Zehnt an die Abtei Siegburg zahlen musste. Zahltag war jeweils der Cunibertstag, der 11. November des Jahres.
Auf dem Messtischblatt der Preußischen Neuaufnahme von 1892 wird der Wohnplatz als Wolfshütte verzeichnet, auf der Ausgabe 1909 existiert der Ort bereits nicht mehr.
Die Gemeinde- und Gutbezirksstatistik der Rheinprovinz führt Wolfshütte 1871 mit einem Wohnhaus und sechs Einwohnern auf. Im Gemeindelexikon für die Provinz Rheinland von 1888 wird für Wolfshütte ein Wohnhaus mit vier Einwohnern angegeben. 1895 besitzt der Ort ein Wohnhaus mit fünf Einwohnern. Die Liste der Overather Gefallenen im Ersten Weltkrieg verzeichnet den 1890 in Wolfshütte geborenen Wilhelm Giersiefen.
Anfang des 20. Jahrhunderts fiel der Ort wüst.